# Otto Ferdinand von Traun
Pour les articles homonymes, voir Traun.

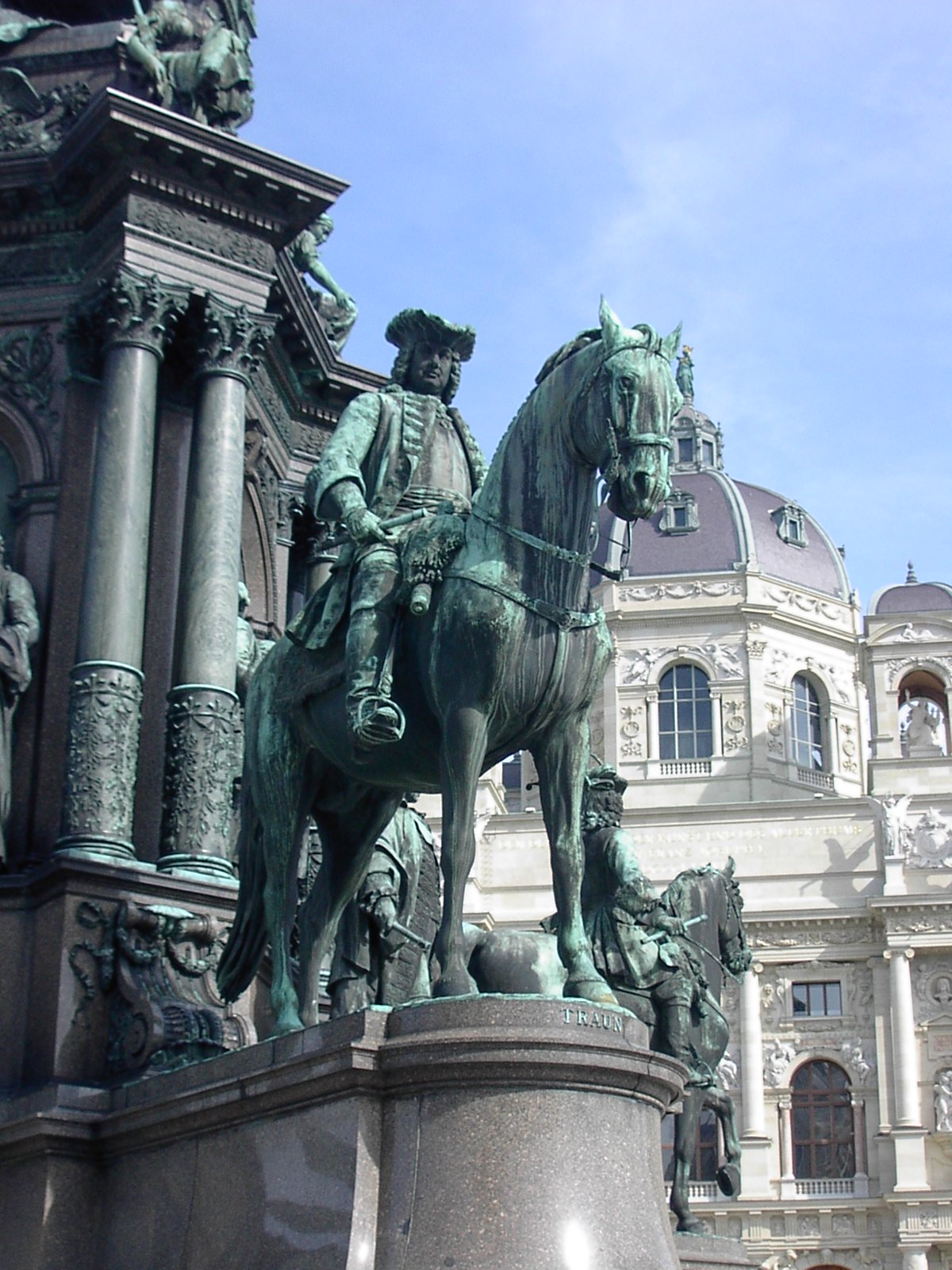
Statue équestre d'Otto Ferdinan von Traun sur la place du monument à Marie-Thérèse à Vienne.

Otto Ferdinand, comte d'Abensperg-Traun (né à Sopron le 27 août 1677, mort à Hermannstadt le 18 février 1748) est un feld-maréchal du Saint-Empire.

## Biographie
Otto est issu d'une famille noble. En 1693, après avoir quitté l'Université de Halle, Otto s'enrôle comme volontaire dans les troupes du Brandebourg pour aller aux Pays-Bas. Après le siège de Namur (1695), il entre au service de l'empereur d'Autriche et il participe aux batailles de la guerre de Succession d'Espagne en Italie et sur le Rhin jusqu'en 1709.
Il est l'aide de camp du feld-maréchal comte Guido Starhemberg en Espagne (1709) et il devient colonel la même année. Lorsque les troupes impériales quittent l'Espagne (1713), il conduit son régiment en Lombardie, puis il descend avec celui-ci à Naples (1718) et, de là, il rejoint le corps expéditionnaire du feld-maréchal Claude Florimond de Mercy en Sicile (1719).
En raison de ses brillants états de service, il est nommé général de division (1723). En 1727, il devient gouverneur de Messine puis est nommé lieutenant feld-maréchal (1733) . Après l'évacuation de Capoue, qu'il a vigoureusement défendu, il est rappelé à Vienne et envoyé en Hongrie en tant que commandant de la campagne militaire pour réprimer les émeutes qui ont éclaté.
Il est ensuite envoyé par Charles VI en Lombardie en tant que gouverneur. Peu de temps après la mort de l'empereur Charles VI, Marie-Thérèse le nomme feld-maréchal. Avec l'extension de la guerre de Succession d'Autriche à la Lombardie, à la tête de son armée et d'un contingent de piémontais, il réussit à battre les Espagnols près de Camposanto (8 février 1743) dirigés par le Français Jean-Thierry Dumont, comte de Gages, malgré leur supériorité numérique.
Il est envoyé de nouveau sur le Rhin. L'affront de Frédéric II de Prusse en Bohême rend nécessaire une attaque rapide. Otto von Traun se rend à marche forcée par l'Alsace et le Haut-Palatinat sur le lieu de la menace, et manœuvrant avec beaucoup de compétence, il réussit à chasser le souverain hors de la Bohème. La campagne se termine sans bataille mais par une grande défaite pour la Prusse. Frédéric II de Prusse reconnaît pleinement les compétences d'Otto von Traun et le désigne, par la suite, comme un de ses maîtres dans l'art de la guerre.
En 1745 il réussit à repousser les Français rendant possible le couronnement à Francfort de François Stéphane III de Lorraine, mari de Marie-Thérèse d'Autriche, qui devient empereur du Saint-Empire romain germanique sous le nom de François Ier.
Il meurt alors qu'il est gouverneur de Transylvanie. Son monument funéraire se trouve dans l'église des Jésuites de Sibiu. Otto von Traun a également reçu l'insigne de l'ordre de la Toison d'or.

## Sources
- (it) Cet article est partiellement ou en totalité issu de l’article de Wikipédia en italien intitulé « Otto Ferdinando von Traun » (voir la liste des auteurs).